# Imad Fayez Mughniyah
Imad Fayez Mughniyah biệt danh Hajj (Con cáo) hay Abu Dokhan (Nhanh như làn khói) là chỉ huy tình báo của tổ chức chính trị, vũ trang Hezbollah ở Liban.
Imad Fayez Mughniyah sinh ngày 7 tháng 12 năm 1962 trong một gia đình nông dân nghèo tại thị trấn Tayr Dibba phía nam Liban.
Ngay khi còn đi học Imad Fayez Mughniyah đã đứng ra thành lập Biệt đội học sinh làm nhiệm vụ do thám cho Phong trào Fatah.
Năm 1978, Mughniyah gia nhập Fatah và được tuyển dụng vào Đơn vị 17 chuyên làm nhiệm vụ bảo vệ cho các nhà lãnh đạo Fatah và Yasser Arafat.
Năm 1983, Mughniyah gia nhập Hezbollah và được bổ nhiệm làm chỉ huy một đơn vị hành động. Theo CIA và Mossad thì đơn vị hành động do Mughniyah chỉ huy đã gây ra các vụ khủng bố như:
- Vụ tấn công Sứ quán Mỹ ở thủ đô Beirut vào ngày 18 tháng 4 năm 1983, làm thiệt mạng 63 người, trong đó có 17 người Mỹ.
- Vụ đánh bom vào hai cứ điểm của lính nhảy dù Pháp và lính thủy quân lục chiến Mỹ tại thủ đô Beirut vào ngày 23 tháng 10 năm 1983, làm chết 58 lính Pháp và 241 lính Mỹ.
- Vụ bắt cóc, tra tấn và hành quyết hai chỉ huy CIA đang làm nhiệm vụ tại Liban là Jerry Anderson và William Buckley vào năm 1984.
- Vụ không tặc chuyến bay 847 của Hãng Hàng không TWA vào ngày 14 tháng 6 năm 1985.
- Vụ đánh bom vào Sứ quán Israel tại thủ đô Buenos Aires của Argentine vào ngày 17 tháng 3 năm 1992.
- Vụ đánh bom Trung tâm Văn hóa Do Thái tại thủ đô Buenos Aires vào tháng 7/1994 làm chết 86 người.
- Vụ đánh bom tòa nhà Khobar ở Arập Xêút vào năm 1996 làm chết 19 nhân viên quân sự Mỹ.

Năm 1996, Mughniyah đảm nhiệm chức vụ Chỉ huy tình báo của Hezbollah. Mughniyah đã nâng cao hiệu quả hoạt động tình báo của Hezbollah bằng cách thiết lập các đường dây tình báo đến tận Mỹ, Israel và nhiều quốc gia phương Tây. Cũng trong năm này CIA tìm ra được dấu vết của Mughniyah và quyết định tiêu diệt Mughniyah bằng mọi giá.
Vào lúc 11 giờ ngày 12 tháng 2 năm 2008, xe chở Imad Fayez Mughniyah bị nổ tung bởi sức công phá của một quả bom cài ven đường được điều khiển từ xa tại thủ đô Damacus. Cái chết của Mughniyah là một tổn thất lớn của Hezbollah nhưng lại làm cho CIA và Israel thở phào nhẹ nhõm.